# Juan Antonio Saavedra Reinaldo
Juan Antonio Saavedra Reinaldo (nascido em 21 de novembro de 1973) é um atirador paralímpico espanhol. Participou de três Jogos Paralímpicos – Sydney 2000, Atenas 2004 e Londres 2012. Em Londres 2012, Juan conquistou a medalha de prata na carabina deitado 50 metros SH1.